# Турчин Ніна Іванівна
Ніна Іванівна Турчин (Шишацька) (13 серпня 1941, Петриківка, Дніпропетровська область) — українська художниця, майстриня петриківського розпису, заслужений майстер народної творчості України (2007), член Національної спілки художників України (1980). Працює в Центрі народного мистецтва «Петриківка».

## З життєпису
Закінчила у 1962 році Петриківську дитячу художню школу ім. Т. Я. Пати, де її вчителем був відомий майстер петриківського розпису Федір Панко.
Працювала на Фабриці петриківського розпису «Дружба» протягом 1958—1971 років та згодом в Експериментальному цеху петриківського розпису.
Брала участь у багатьох виставках, зокрема мала одну персональну виставку у Дніпропетровському художньому музеї (2016).
Твори майстрині зберігаються у Національному музеї українського народного декоративного мистецтва (м. Київ) (зокрема одна робота на постійній експозиції), Дніпропетровському художньому музеї (м. Дніпро), Дніпропетровському історичному музеї імені Дмитра Яворницького (м. Дніпро) і Одеському художньому музеї (м. Одеса).